# المتحف الأثري في الجامعة الأمريكية في بيروت

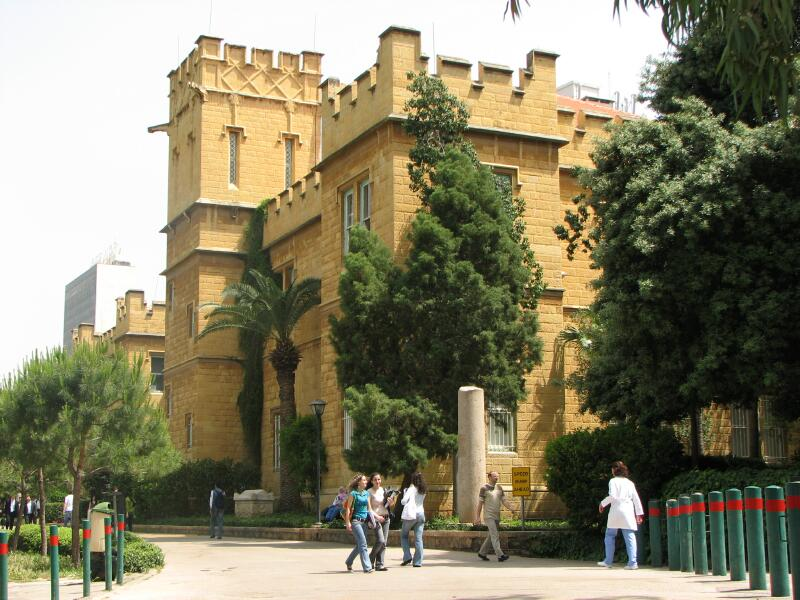
مبنى المتحف الأثري في الجامعة الأمريكية في بيروت كما يبدو من أحد الزوايا من الخارج

متحف علم الآثار من الجامعة الأميركية في بيروت في بيروت، لبنان هو ثالث أقدم متحف في الشرق الأدنى بعد القاهرة والقسطنطينية.

## التاريخ
تم إنشاء المتحف الأثري للجامعة الأمريكية في بيروت (المتحف الأثري في الجامعة الأمريكية في بيروت) في عام 1868، بعد أن قدم لويجي بالما دي سيسنولا مجموعة من الفخار القبرصي إلى الجامعة الأمريكية التي تم تشكيلها حديثًا في بيروت. كان جورج بوست أول أمينة لهذه المجموعة، وتبرع موريس جيسوب بالأموال اللازمة لبناء قاعة البريد (الصورة) التي افتتحت في عام 1902. كان هناك الكثير من النهب الأثري في لبنان بسبب ضعف السيطرة الحكومية، وكان الناس يصلون يوميًا إلى المتحف مع اقتراح المصنوعات اليدوية المسروقة من الحفريات السرية. بين عامي 1902 و 1938، حصل المتحف على مجموعات من جميع أنحاء الشرق الأوسط. بقي المتحف مغلقًا خلال الحرب العالمية الثانية وأُعيد افتتاحه في عام 1948. وتوسع في الخمسينيات، وضاعف مساحة الأرضية مع تجديده تحت أمين المتحف ديمتري بارامكي، الذي افتتح للجمهور في عام 1964. وظل المتحف مفتوحًا خلال سنوات الأزمة في لبنان بين عامي 1975 و 1990 وخضع لتجديد كامل آخر في عام 2006 في ظل المخرج الحالي، ليلى بدر. تمت إضافة طابق نصفي زاد المساحة بمقدار الخمس باستخدام الأموال المضمونة من مؤسسة عائلة جوكوفسكي. يعد متحف A U B الأثري ثالث أقدم متحف في الشرق الأدنى، بعد القاهرة والقسطنطينية

## يعرض
يتم تنظيم المجموعات حسب التسلسل الزمني والمواضيع، مع عروض على جانبي المعرض تعرض تطور الفخار. وتشمل العروض الأخرى مجموعة C e s n o l a، التي تُظهر الفخار من قبرص من العصر البرونزي إلى العصر الروماني. تشمل مجموعة ما قبل التاريخ عصور من العصر الحجري الحديث والعصر الحجري الحديث. تم التبرع بمجموعة قصر عقيل من قبل فريق جامعة بوسطن الذي حفر هذا الموقع الأثري في عام 1948. تظهر الشاشة 23 متر (75 قدم) التسلسل الطبقي للسبعة وثلاثين طبقة وأدوات الصوان التي تنتمي إلى العديد من الثقافات. التسلسل عبارة عن كربون مشع مؤرخ من 50000 إلى 18000 بي بي، ويتضمن فكًا بشريًا مؤرخًا إلى 40,000 بي بي وجمجمة كاملة مؤرخة حتى 35000 بي بي.
يعرض معرض العصر الحجري القديم رحلة الإنسان خلال العصر الحجري، ويغطي الأحداث الهامة مثل اكتشاف النار والصيد ولوحات الكهوف. يغطي معرض العصر الحجري الحديث فجر الزراعة، وتدجين الحيوانات، وبدايات الفخار والقرى والدين. تُظهر مجموعة التماثيل الفخارية تطورها من العصر البرونزي إلى العصر الروماني وأهميتها في تطور الدين. تشمل مجموعة التماثيل المعدنية في الغالب الذكور والآلهة، وتستخدم كرموز للقوة. يعرض العصر البرونزي المعروضات الأثرية التي يرجع تاريخها إلى ما بين 3000 ق.م و 1200 ق.م. بما في ذلك أدلة على الكتابة المبكرة والتجارة والتوسع الحضري. تُظهر عروض العصر الحديدي أدلة على غزوات المغيرين الملاحين ودول المدن خلال الفترة ما بين 1200 قبل الميلاد و 400 قبل الميلاد. يعرض المعرض الفينيقي استخراج الصبغة الأرجواني من قذائف الموركس والفخار والزجاج الفينيقي. ويمثل الدين الفينيقية التي كتبها كبير اللوحات كاهن، عرش عشتروت والملاعق إراقة الخمر وتميمة الزجاج. ميزة أخرى ملحوظة في هذا القسم هي Ford Mandible التي يعود تاريخها إلى القرن الخامس قبل الميلاد والتي تُظهر أقدم مثال معروف لطب الأسنان. يتم عرض نقش B o d a s h t a r أيضًا مع شرح لتطور الأبجدية الخطية. تتضمن مجموعة الفترة الكلاسيكية نقوشًا جنائزية من تدمر ومصر والشام، وهي فسيفساء بيزنطية ومجموعة من التابوت الجنائزي المعروض على الدرج المؤدي إلى الميزانين. تعرض الفترة الإسلامية مواد من العصر الأموي في عام 656 ميلادي إلى الإمبراطورية العثمانية في القرن التاسع عشر حيث تم عرض البلاط والبلاط المزجج. يشمل الميزانين الذي تم إضافته حديثًا حافظات مائدة تعرض أشياء صغيرة مثل مجموعة من العملات المعدنية والجعران والأختام والمصابيح والتمائم ومستحضرات التجميل والمجوهرات والمجوهرات والأدوات والأسلحة.

## مشاريع
شارك المتحف في البحوث الأثرية ومشاريع الإنعاش. في 1956-1974، شارك المتحف في أعمال التنقيب في تل الغسيل في وادي البقاع، وهو موقع زراعي بمستويات تتراوح بين 1800 و 1600 قبل الميلاد. يتم عرض بعض المواد التي تعود إلى العصر الحديدي في المتحف، بما في ذلك كأس مزخرف بزخارف من الطيور والبط المكتشفة في تل اليهودية ويعود تاريخها إلى الفترة ما بين 1730 و 1550 قبل الميلاد. تم العثور على الكأس بجوار هيكل عظمي ويفترض أن تكون هدية جنائزية للاستخدام في الحياة الآخرة.
قام المتحف أيضًا بعدد من الحفريات في منطقة بيروت المركزية تحت إدارة ليلى بدر. وقد شملت هذه القديم اقول بيروت، موقع BEY 003. كان الغرض من هذا التنقيب هو اكتشاف "B i r u t a" لحروف العمارنة. تم العثور على دليل على وجود نظام إغناء تم تشييده في الألف الثاني قبل الميلاد حتى الفترة الهلنستية، إلى جانب بقايا مبنى يعود إلى الألفية الثالثة قبل الميلاد وخزانة من الأشياء المصرية. موقع آخر شارك فيه المتحف هو BEY 012، كاتدرائية القديس جورج للأرثوذكس اليونانيين، حيث أجريت الحفريات في عام 2001. أظهرت ثماني طبقات احتلالًا من الفترة الهلنستية وما بعدها وبقيت خمس كنائس متعاقبة. وكان موقع آخر تم التحقيق فيه هو BEY 215، وهو مبنى النهار، حيث كشف عن ستة مستويات من الاحتلال تعود إلى العصور الفارسية حتى العصر البيزنطي، مما يدل على استمرار السكن منذ القرن الرابع قبل الميلاد. تم حفر تل كازيل في سوريا ودراسته بواسطة ليلى بدر منذ عام 1985. على الأرجح سيميرا القديمة، تم اكتشاف مستويات من فترة المماليك إلى العصر البرونزي. تضمنت النتائج معبدًا وغرفًا ذات أرضيات مرصوفة بالصدف. يمكن لزوار المتحف مشاهدة الآثار مثل الأختام الأسطوانية والقلائد والفخار وعروض المعبد المنظمة وفقًا لموقعهم. كما شرع المتحف في ترميم اللوحات الجدارية لمار سركيس وباخوس في قفتون مع جامعة وارسو.

## المنشورات

### تل الغسل
```
Baramki, D., Excavation in Coele-Syria, Archaeological News, Archaeology, pp.
 
141–42, 1957.
```

- Baramki, D., First Preliminary Report on the Excavation at Tell el Ghassil, BMB vol.16, pp. 87–102, 1961.
- Baramki, D., Second Preliminary Report on the Excavation at Tell el Ghassil, BMB vol.17, pp. 47–103, 1964.
- Baramki, D., Third Preliminary Report on the Excavation at Tell el Ghassil, BMB vol.19, pp. 29–48, 1966.
- Joukowsky, M., The Pottery of Tell el-Ghassil in the Beqa’a. A Comparative Study and Analysis of the Iron Age and Bronze Age Wares, Beirut, Lebanon, 1972.
- Doumet-Serhal, C., Les Fouilles de Tell el-Ghassil de 1972 à 1974. Etude du matériel, B.A.H-T.146, Beyrouth, Liban, 1996.

### BEY 003
- ليلى بدري. BEY 003 تقرير أولي حفريات متحف الجامعة الأمريكية ببيروت 1993-1996. تقرير من الحفريات في وسط مدينة بيروت تحت إعادة التأهيل من أوائل التسعينات، BAAL، المجلد 2، ص.   6-94، 1997.

### تل كازل
- Badre, L. et al., Tell Kazel, Syria. AUB Museum Excavations 1985–1987. Preliminary Report. Berytus 38: 10–124, 1990.
- Badre, L. et al. Tell Kazel (Syrie), Rapport préliminaire sur les 4è-8è campagnes de fouilles (1988–1992). Syria 71: 259–346, 1994.
- Badre, L. et al. Tell Kazel, Syria. Excavations of the AUB Museum, 1993–1998. Third Preliminary Report. Berytus 44: 123-203 and CD ROM supplement, 1999–2000.

### كنيسة مار سركيس وباخوس في قفتون
- حلو، ن. «لوحات جدارية من قفطان في لبنان: التعايش بين التقاليد البيزنطية والشرقية.» كرونوس، العدد 20، ص، 7 - 32، 2009.
- كنيسة مار سركيس وباخوس في قفطان ولوحاتها الجدارية. تقرير 2003-2007 ". بال، المجلد. الحادي عشر، 2007، ص.   279-325.

### منشورات أخرى
- Capet, E., Tell Kazel (Syrie), Rapport préliminaire sur les 9è-17è campagnes de fouilles (1993–2001) du Musée de l’Université Américaine de Beyrouth. Chantier II. Berytus 47: 63–121, 2003.
- Badre, L., Tell Kazel-Simyra: A Contribution to a Relative Chronological History in the Eastern Mediterranean during the Late Bronze Age. Bulletin of American School of Oriental Research (BASOR) 343, 45–75,2006
- Gubel, E., Lecture in International Convention : “Urbanistica Fenicia E Punica”, Roma. February 21 – 23, 2007. Eric Gubel (Musées Royaux d’Art et d’Histoire de Bruxelles) Phoenician towns and harbours in the North: The case of Early Iron Age Amurru, 2007.
- Badre, L., and Capet, E., Les fouilles de Tell Kazel (Sumur?) in La Méditerranée des Phéniciens: special issue of Les Dossiers d’Archéologie HS-no.13: 46–49, 2007.
- Jung R. Die Mykenische Keramik von Tell Kazel (Syrien). Damaszener Mitteilungen Bd 15 Mainz. pp 147 – 218, 2006.
- Capet, E., Les Peuples des Céramiques "Barbares À Tell Kazel (Syrie). Scripta Mediterranea, Vol. XXVII-XXVIII, 2006–2007, pp. 187–207, 2006–2007.
- Badre, L., The Religious Architecture in the Bronze Age: Middle Bronze Beirut and Late Bronze Tell Kazel. in Interconnections in the Eastern Mediterranean, Lebanon in the Bronze and Iron Ages. Proceedings of the International Symposium, Beirut 2008. Hors-Série BAAL, Vol. VI, 2009, pp. 253–270, 2009.
- Mackay, D., A Guide to the Archaeological Collections in the University Museum (American University of Beirut), AUB, Beirut, Lebanon, 1951.
- Baramki, D., The Archaeological Museum of the American University of Beirut, AUB, Beirut, Lebanon, 1967.
- Baramki, D., The Coins Exhibited in the Archaeological Museum of the American University of Beirut, Centennial Publications, 1968.
- Karageorghis, V. and Badre L., Cypriote Antiquities in the Archaeological Museum of the American University of Beirut, Leventis Foundation, Nicosia, Cyprus, 2009.

### الكتيبات
- كتيب المتحف الأثري للجامعة الأمريكية في بيروت، 2006.
- المتاحف في لبنان، لبنان - وزارة السياحة، 2009

### النشرة الإخبارية
- تنشر جمعية أصدقاء المتحف نشرة إخبارية مرتين في السنة، تقدم سردًا لأنشطة المتحف.

## معلومات الزائر
ساعات المتحف هي 0900-1700 في الشتاء و 0900-1600 في الصيف، من الاثنين إلى الجمعة. يتم إغلاق المتحف في أيام العطلات الرسمية وخلال العطلات الجامعية. جولات تستمر حوالي 1 ساعة. يمكن إجراء جولات جماعية وزيارات مدرسية عن طريق التعيين عبر البريد الإلكتروني إلى مساعد المتحف. الدخول والجولات مجانية.

## روابط خارجية
- موقع المتحف الأثري للجامعة الأمريكية في بيروت - موقع المنظمة